# Dekonvoluce
V matematice je dekonvoluce algoritmický proces používaný pro odstranění efektu konvoluce na zaznamenaná data. Myšlenka dekonvoluce se široce používá při zpracování signálu a zpracování obrazu. Protože tyto techniky se následně používají v mnoha různých vědeckých a inženýrských oblastech, dekonvoluce má mnoho aplikací.
Obecně, cílem dekonvoluce je najít řešení konvoluční rovnice ve tvaru:
{\displaystyle f*g=h\,}
Obvykle h je zaznamenaný signál a ƒ je signál, který chceme zrekonstruovat, ale který byl transformován konvolučním signálem g předtím, než jsme jej zaznamenali. Funkce g může reprezentovat přenosovou funkci nástroje anebo sílu, která působí na fyzikální systém. Pokud známe g nebo aspoň známe tvar g, pak lze provést deterministickou dekonvoluci. Pokud g před dekonvolucí neznáme, pak ji musíme odhadnout. K tomu se nejčastěji používají metody statistického odhadu.
Při fyzikálních měřeních je obvykle vhodnější popis ve tvaru
{\displaystyle (f*g)+\varepsilon =h\,}
V tomto případě ε je šum, který mění námi zaznamenaný signál. Pokud předpokládáme, že zašuměný signál nebo obraz jsou bez šumu, když statisticky odhadujeme g, pak dostaneme nesmyslné odhady. Následně zrekonstruovaný signál ƒ bude též nesprávný. Čím nižší je poměr signálu k šumu, tím horší bude odhad signálu po dekonvoluci. To je obvykle důvod, proč inverzní filtrace signálu není vhodné řešení. Ale pokud máme aspoň nějakou znalost o druhu šumu v datech (např. bílý šum), pak případně můžeme být schopni zlepšit odhad ƒ pomocí metod jako např. Wienerova dekonvoluce (pomocí Wienerova filtru).
Základy teorie dekonvoluce a analýzy časových řad zpracoval Norbert Wiener z MIT ve své knize Extrapolation, Interpolation, and Smoothing of Stationary Time Series (1949). Tato kniha byla založena na práci Wienera během druhé světové války, která ale byla v té době tajná. Některé z prvních pokusů aplikovat tyto teorie byly v oblastech předpovědi počasí a ekonomie.

## Aplikace dekonvoluce

### Seismologie
Koncept dekonvoluce našel velmi brzy uplatnění v reflexní seismologii. V roce 1950 byl Enders Robinson postgraduální student na MIT. Pracoval zde s lidmi jako Norbert Wiener, Norman Levinson a ekonom Paul Samuelson na rozvoji „konvolučního modelu“ reflexního seismogramu.

### Optika a zobrazování
V optice a zobrazování se termín „dekonvoluce“ používá speciálně pro proces zpětného odstranění optických vad, které vznikají v optických mikroskopech, elektronových mikroskopech, dalekohledech a jiných zobrazovacích přístrojích, a tedy pro vytvoření lepšího obrazu. Obvykle se provádí digitálně pomocí softwarových algoritmů jako jedno z technik zpracování obrazu mikroskopu. Dekonvoluce je taky prakticky použitelná při zostřování obrazu, který je znehodnocen rychlým pohybem anebo třesem během snímání. První snímky Hubbleova vesmírného dalekohledu byly zarušeny kvůli křivému zrcadlu a byly zostřeny pomocí dekonvoluce.
Obvyklá metoda je předpokládat, že optická cesta přes přístroj je opticky perfektní a její konvoluce je způsobena rozptylovou funkcí (PSF, Point Spread Function). Rozplylová funkce je matematická funkce, která opisuje optickou vadu jako cestu teoretického bodového zdroje světla (nebo jiného vlnění) přes přístroj. Obvykle takový bodový zdroj přispívá do konečného obrazu malou rozmazanou ploškou. Pokud lze tuto funkci určit, potom lze spočitat její inverzní funkci a tuto inverzi použít pro konvoluci se získaným obrazem. Výsledek konvoluce je původní obraz bez vad.
V praxi je nalezení skutečné rozptylové funkce nemožné a proto se obvykle používá její aproximace, buď spočítaná teoreticky anebo založená na experimentálním odhadu ze známých testů. Skutečná optika může taky mít různé rozptylové funkce pro různé zaostření a prostorové souřadnice a taktéž rozptylová funkce může být nelineární. Přesnost odhadu rozptylové funkce určuje kvalitu konečného výsledku. Některé algoritmy dovolují získat lepší výsledky, obvykle za cenu vyšší výpočetní složitosti. Protože původní konvoluce odstraňuje část informace, některé algoritmy využívají dodatečná data získaná na blízkých zaostřovacích bodech, aby zrekonstruovaly část ztracené informace. Regularizace v iterativním algoritmu (podobně jako v EM algoritmu) se dá využít, abychom se vyhli nerealistickým řešením.
Pokud je rozptylová funkce neznámá, je možné ji určit systematickým zkoušením různých možných rozptylových funkcí a ověřením, zda se obraz zlepšil. Tato způsob se nazývá slepá dekonvoluce. Slepá dekonvoluce je používaná technika opravování obrazu v astronomii, kde se při bodovém charakteru fotografovaných objektů projeví rozptylová funkce a tím zlepší její použitelnost. Je taky používána ve fluorescenční mikroskopii pro rekonstrukci obrazu a ve fluorescenčním spektrálním zobrazování pro spektrální oddělení několika neznámých fluoroforů. Nejběžnější iterační algoritmus používaný pro tento účel je Richardson–Lucy dekonvoluční algoritmus. Wienerova dekonvoluce (a její aproximace) jsou nejčastěji používaným neiteračním algoritmem.

### Radioastronomie
Pokud provádíme syntézu obrazu v rádio-interferometrii, jednom z druhů radioastronomie, jeden z kroků spočívá v dekonvoluci vytvořeného obrazu pomocí tzv. „dirty beam“, co je jen jiné pojmenování pro rozptylovou funkci. Obvykle používaná metoda je CLEAN algoritmus.